# Phrynium imbricatum
Phrynium imbricatum är en strimbladsväxtart som beskrevs av William Roxburgh. Phrynium imbricatum ingår i släktet Phrynium och familjen strimbladsväxter. Inga underarter finns listade.